# Блайт, Том
Том Кир Блайт (англ. Tom Keir Blyth; род. 2 февраля 1995, Бирмингем, Западный Мидленд) — британский актёр. Среди его фильмов «Скотт и Сид» (2018), «Благословение» (2021) и «Голодные игры: Баллада о змеях и певчих птицах» (2023). На телевидении он снялся в главной роли в сериале «Билли Кид» (2022).

## Ранние годы
Блайт родился в Бирмингеме в семье Шарлотты и Гевина Блайта. Его отец и дед по отцовской линии работали в медиаиндустрии. У Блайта есть двое младших братьев и сестер, сестра и единокровный брат от второго брака отца. Блайт провёл свое раннее детство в Дербишире. Когда его отца наняли в качестве сценариста для мыльной оперы «Эммердейл», семья переехала в Токвит, Норт-Йоркшир. После развода родителей, когда ему было 11 лет, Блайт переехал с матерью и сестрой в Вудторп, пригород Ноттингема, чтобы быть ближе к её родителям. Блайт был расстроен переездом; его мать пыталась записать его на курсы актёрского мастерства, хотя поначалу он не хотел этого делать. Когда ему было 12 лет, он начал работать разносчиком газет, так как хотел сам себя обеспечивать. Он посещал дом отца и писательскую студию в Лидсе, в двух часах езды. Именно там Блайт начал интересоваться рассказыванием историй, однако его отец ясно дал понять, что он ненавидит кумовство и не будет дергать за какие-либо ниточки в интересах Тома.
В Ноттингеме Блайт посещал академию Арнольда Хилла, а затем колледж Билборо. Мать Тома и друг семьи сумели устроить ему прослушивание в Телевизионную мастерскую Ноттингема. В возрасте 15 лет Блайта забрали из школы и сказали, что его отца увезли в больницу. Отец Блита умер от неходжкинской лимфомы. После потери отца Том вернулся в Телевизионную мастерскую и присоединился к Национальному молодежному театру, появившись в постановках «Двенадцатая ночь», «Сенная лихорадка» и «Заводной апельсин». Хотя он подавал заявления и был принят в несколько театральных школ, он отказался от них. В 2016 году, проведя лето в качестве волонтера для благотворительного сбора средств, Блайт решил заняться актёрской карьерой. В 21 год он прошёл прослушивание в Джульярдскую школу в Нью-Йорке, где он учился по стипендии и жил в Бруклине. Во время учебы в Джульярдской школе Том появлялся в таких постановках, как «Двенадцатая ночь» и Антоний и Клеопатра». Его наставником был опытный актер Дэниел Дэй-Льюис.

## Карьера
Блайт начал свою карьеру с небольших ролей второго плана в фильмах 2010 года «Робин Гуд» и «Кровь пеликана». В 2018 году он снялся вместе с Ричардом Мэйсоном в фильме о взрослении «Скотт и Сид». После окончания Джульярда Блайт получил роль Глена Байама Шоу в биографическом драматическом фильме Теренса Дэвиса «Благословение», премьера которого состоялась в следующем году.
В 2022 году Блайт сыграл гостевую роль в сериале «Позолоченный век» и начал играть главного героя сериала Билли Кид. Блайт сыграл главного героя Кориолана Сноу в фильме 2023 года «Голодные игры: Баллада о змеях и певчих птицах», адаптации одноименного приквела «Голодных игр». Впереди у него роли в комедии «Материалы для обсуждения», адаптированной на основе мемуаров Билла Кинана, а также в новой адаптации романа Эрнеста Хемингуэя «Прощай, оружие!».

## Фильмография
| Год          |     | Русское название                               | Оригинальное название                              | Роль                        |
| ------------ | --- | ---------------------------------------------- | -------------------------------------------------- | --------------------------- |
| 2010         | ф   | Робин Гуд                                      | Robin Hood                                         | дикий ребенок               |
| 2010         | ф   | Кровь пеликана                                 | Pelican Blood                                      | юный Никко                  |
| 2014         | кор | Ложь                                           | Fibs                                               | Уилл                        |
| 2015         | кор | Пушистый                                       | Fluffy                                             | клоун                       |
| 2016         | кор | Моечный клуб                                   | Wash Club                                          | Даг                         |
| 2018         | кор | Подъём                                         | Rise                                               | Фред Перри                  |
| 2021         | ф   | Скотт и Сид                                    | Scott and Sid                                      | Сид                         |
| 2021         | ф   | Благословление                                 | Benediction                                        | Глен Байам Шоу              |
| 2022         | с   | Позолоченный век                               | The Gilded Age                                     | Арчи Болдуин                |
| 2022 — н. в. | с   | Билли Кид                                      | Billy the Kid                                      | Уильям Гаррисон Бонни/Билли |
| 2023         | ф   | Голодные игры: Баллада о змеях и певчих птицах | The Hunger Games: The Ballad of Songbirds & Snakes | Кориолан Сноу               |
|              | ф   | Волки с Уолл-стрит                             | Discussion Materials                               | Бобби Сандерс               |
|              | ф   | Люди в штатском                                | Plainclothes                                       | Лукас                       |
|              | ф   | Расточитель                                    | Wasteman                                           | Ди                          |
|              | ф   | Прощай, оружие!                                | A Farewell to Arms                                 | Фредерик Генри              |
|              | ф   | Сторожевые псы                                 | Watch Dogs                                         |                             |